# 三田村統之
三田村 統之（みたむら つねゆき、1944年（昭和19年）5月8日 - ）は、日本の政治家。元福岡県八女市長（4期）。
福岡県議会副議長（第67代）、福岡県議会議員（5期）、八女市議会議員（2期）等を歴任。

## 来歴
福岡県八女市生まれ。早稲田大学卒業。
1975年、八女市議会議員選挙に出馬し、初当選。八女市議は2期務める。1991年、福岡県議会議員選挙に八女市選挙区から無所属で出馬し、当選。以後、福岡県議会議員に5期連続で当選し、県議会副議長も務める。
2008年、福岡県議会議員を5期目の任期途中で辞職。野田国義八女市長の第45回衆議院議員総選挙出馬に伴う、八女市長選挙に無所属で出馬し初当選。2008年11月16日から八女市長を務めている。
2012年、無投票で再選。2016年、無投票で3選。2020年、元県議の野田稔子（前市長の野田国義の妻）ら2人を破り4選。
2024年6月、高齢などを理由に11月の市長選に、出馬しない意向を表明した。

## ハラスメント行為
2023年12月26日、公立八女総合病院企業団議会の席で、出席していた企業団の職員に対し、激しく感情を露わにし、10分近く叱責行為をしていたことが分かった。この日の病院議会では、企業長の説明中から市長は苛立った様子で、議会閉会後に部屋から出ようとした事務局長に市長が詰め寄って、人前で激しく叱責していたという。市長の行為について、ある市議は「あれは恫喝としか思えない」と語った。また、別の市議は「こういった問題行為は、しっかり市民に伝えるべきと思う」と述べた。八女市役所企画政策課の課長は「三田村市長から、仕事上の訓示的なことを行った」「個人を叱責したものではない」としたうえで「病院側も気持ちを新たに今後一層仕事に励もうと受け止めている」と答えた。